# The Journal of Pediatrics
Das Journal of Pediatrics, abgekürzt J. Pediatr., ist eine wissenschaftliche Fachzeitschrift zum Thema Kinderheilkunde, die vom Elsevier-Verlag veröffentlicht wird. Die Zeitschrift war bis 1947 das offizielle Publikationsorgan der American Academy of Pediatrics, seit 2001 arbeitet die Zeitschrift mit der Association of Medical School Pediatric Department Chairs, Inc. (AMSPDC) zusammen, der Vereinigung der Pädiatrischen Lehrstühle an Medizinischen Fakultäten. Sie erscheint mit zwölf Ausgaben im Jahr.
Der Impact Factor lag im Jahr 2020 bei 4,406. Nach der Statistik des ISI Web of Knowledge wird das Journal mit diesem Impact Factor in der Kategorie Pädiatrie an elfter Stelle von 129 Zeitschriften geführt.